# The Platinum Collection 2 (Mina)
The Platinum Collection 2, pubblicato nel 2006, è una raccolta della cantante italiana Mina che ha raggiunto la seconda posizione in classifica.

## Descrizione
La confezione contiene tre compact disc con un totale di 51 brani nessun inedito, contiene però un brano pubblicato solamente su cd singolo nel 2001:
Oggi sono io
Cover di un brano di Alex Britti, abbinata a Certe cose si fanno, presente anch'esso in questa raccolta e incluso nell'album Veleno del 2002.

## Tracce
CD 1
1. Michelle – 5:31 (John Lennon, Paul McCartney; edizioni musicali Northern Songs Ltd.) – Tratta da Plurale (1976)
2. La pioggia di marzo (Aguas de março) – 3:37 (testo: Giorgio Calabrese – musica: Antônio Carlos Jobim; edizioni musicali Corcovado Music Corp.) – Tratta da Frutta e verdura (1973)
3. Fiori rosa fiori di pesco – 3:02 (testo: Mogol – musica: Lucio Battisti; edizioni musicali Acqua Azzurra) – Tratta da Minacantalucio (1975)
4. La mente torna (1971) – 4:26 (testo: Mogol – musica: Lucio Battisti; edizioni musicali Acqua Azzurra / PDU Italiana) – Tratta da Del mio meglio n. 2 (1973)
5. Sognando – 4:00 (Don Backy; edizioni musicali PDU / Alfiere) – Tratta da Singolare (1976)
6. La canzone di Marinella – 3:11 (Fabrizio De André; edizioni musicali Barracuda) – Tratta da Dedicato a mio padre (1967)
7. Quand'ero piccola – 2:44 (testo: Franco Migliacci – musica: Luis Enríquez Bacalov, Bruno Zambrini; edizioni musicali General Music) – Tratta da Canzonissima '68 (1968)
8. Viva lei (1970) – 3:18 (testo: Paolo Limiti – musica: Vittorio Buffoli, Mario Nobile; edizioni musicali PDU) – Tratta da Mina Studio Collection (1998)
9. My love – 4:12 (Linda McCartney, Paul McCartney; edizioni musicali MPL Communications Ltd.) – Tratta da Plurale (1976)
10. Eccomi (1972) – 3:29 (testo: Dario Baldan Bembo – musica: Paolo Limiti; edizioni musicali PDU / Come il Vento) – Tratta da Del mio meglio n. 2 (1973)
11. Anche tu – 4:55 (testo: Cristiano Minellono – musica: Beppe Cantarelli; edizioni musicali PDU) – Tratta da Attila (1979)
12. Rock and roll star – 3:27 (testo: Andrea Lo Vecchio – musica: Shel Shapiro; edizioni musicali PDU / Shesha) – Tratta da Attila (1979)
13. Nuda – 4:01 (Don Backy; edizioni musicali PDU / Alfiere) – Tratta da Singolare (1976)
14. Ballata d'autunno (Balada de otoño) – 5:42 (testo: Paolo Limiti – musica: Joan Manuel Serrat; edizioni musicali PDU) – Tratta da Altro (1972)
15. I Only Have Eyes for You – 3:12 (testo: Al Dubin – musica: Harry Warren; edizioni musicali Warner Bros. Music Ltd.) – Tratta da Baby Gate (1974)
16. Se telefonando – 2:55 (testo: Maurizio Costanzo, Ghigo De Chiara – musica: Ennio Morricone; edizioni musicali RCA) – Tratta da Studio Uno 66 (1966)
17. Un anno d'amore (C'est irreparable) (1964) – 3:15 (testo: Mogol, Alberto Testa – musica: Nino Ferrer; edizioni musicali Peer) – Tratta da Studio Uno (1965)

Durata totale: 64:57
CD 2
1. Ormai – 4:09 (Andrea Lo Vecchio; edizioni musicali PDU / Shesha) – Tratta da Mina con bignè (1977)
2. Ahi, mi' amor (Romance de curro "El Palmo") – 6:13 (testo: Paolo Limiti – musica: Joan Manuel Serrat; edizioni musicali Kikko Music) – Tratta da Mina 25 (1983)
3. Anche un uomo – 4:46 (testo: Alberto Testa, Mike Bongiorno, Ludovico Peregrini – musica: Anselmo Genovese; edizioni musicali PDU / Curci) – Tratta da Attila (1979)
4. This Masquerade (1971) – 4:19 (Leon Russell; edizioni musicali Cherry Lane Music Ltd. / Campbell Connelly & Co. Ltd.) – Tratta da Ridi pagliaccio (1988)
5. Ritratto in bianco e nero (Retrato em branco e petro) – 5:31 (testo: Giorgio Calabrese – musica: Antônio Carlos Jobim; edizioni musicali CAM) – Tratta da Sì, buana (1986)
6. Perfetto non so – 3:58 (testo: Andrea Lo Vecchio – musica: Celso Valli; edizioni musicali PDU / Katmandu) – Tratta da Italiana (1982)
7. Just the Way You Are – 5:29 (Billy Joel; edizioni musicali Impulsive Music / April Music Inc.) – Tratta da Finalmente ho conosciuto il conte Dracula... (1985)
8. Non ho difese – 4:04 (testo: Giorgio Calabrese – musica: Celso Valli; edizioni musicali PDU / Katmandu) – Tratta da Mina 25 (1983)
9. Devi dirmi di sì – 4:12 (testo: Massimiliano Pani, Valentino Alfano – musica: Massimiliano Pani, Piero Cassano; edizioni musicali PDU / Fun House) – Tratta da Mina 25 (1983)
10. Cosa manca – 4:00 (testo: Adelio Cogliati – musica: Piero Cassano, Massimiliano Pani; edizioni musicali Settenote / PDU) – Tratta da Sì, buana (1986)
11. La nave – 4:53 (Guido Guglielminetti; edizioni musicali PDU) – Tratta da Catene (1984)
12. Proprio come sei – 4:01 (testo: Samuele Cerri – musica: Massimiliano Pani; edizioni musicali PDU) – Tratta da Rane supreme (1987)
13. Più di così – 4:13 (testo: Gian Pietro Felisatti – musica: Alberto Salerno; edizioni musicali PDU) – Tratta da Catene (1984)
14. La montagna – 3:51 (Piergiorgio Benda; edizioni musicali PDU) – Tratta da Uiallalla (1989)
15. Serpenti – 3:22 (testo: Samuele Cerri – musica: Massimiliano Pani; edizioni musicali PDU) – Tratta da Rane supreme (1987)
16. Lo faresti – 4:09 (testo: Aldo Donati, Paolo Limiti – musica: Aldo Donati]; edizioni musicali PDU / Nova Schola) – Tratta da Uiallalla (1989)
17. Ma chi è quello lì (Ma chi è quella là) – 4:21 (testo: Michele Schembri – musica: Giuseppe Chierchia, Michele Schembri; edizioni musicali PDU) – Tratta da Rane supreme (1987)

Durata totale: 75:31
CD 3
1. Portati via – 3:53 (Stefano Borgia; edizioni musicali GSU S.A.) – Tratta da Bula Bula (2005)
2. Grande amore – 4:33 (Giulia Fasolino; edizioni musicali GSU S.A. / Cambio Musica Edizioni Musicali Snc) – Tratta da Olio (1999)
3. Brivido felino (feat. Adriano Celentano) – 3:40 (testo: Paolo Audino – musica: Stefano Cenci; edizioni musicali GSU S.A. / RTI Music / Luna Park srl) – Tratta da Mina Celentano (1998)
4. Certe cose si fanno – 3:57 (testo: Franco Fasano – musica: Bruno Lauzi; edizioni musicali GSU S.A. / Fucsia Ed. Mus. / Pincopallo) – Tratta da Veleno (2002)
5. Vai e vai e vai – 4:14 (Nicolò Fragile; edizioni musicali GSU S.A. / One Cent) – Tratta da Bula Bula (2005)
6. Oggi sono io (2002) – 3:57 (Alex Britti; edizioni musicali MCA Music Italy / 20° Esaurimento Nervoso) – Inedita su album
7. Je so' pazzo – 3:38 (Pino Daniele; edizioni musicali EMI Music Publishing Italia Srl) – Tratta da Canarino mannaro (1994)
8. Puro teatro (1998) – 3:59 (Catalino "Tite" Curet Alonso; edizioni musicali Latino Americana) – Tratta da Colección latina (2001)
9. Meglio così – 5:12 (testo: Samuele Cerri – musica: Mauro Santoro, Marino Paire; edizioni musicali GSU S.A. / Sony Music Publishing) – Tratta da Cremona (1996)
10. Succhiando l'uva – 4:08 (testo: Zucchero Fornaciari – musica: Matteo Saggese, Mino Vergnaghi; edizioni musicali GSU S.A. / Edizioni Curci Srl / Zucchero & Fornaciari Music Srl / Reverb 2) – Tratta da Veleno (2002)
11. Se finisse tutto così – 4:29 (testo: Maurizio Morante – musica: Massimiliano Pani; edizioni musicali GSU S.A.) – Tratta da Pappa di latte (1995)
12. La lontananza – 6:11 (testo: Domenico Modugno, Enrica Bonaccorti – musica: Domenico Modugno; edizioni musicali BMG Ricordi) – Tratta da Sconcerto (2001)
13. Io ho te – 4:48 (Giovanni Donzelli, Vincenzo Leomporro; edizioni musicali GSU S.A. / RTI Music / Luna Park srl) – Tratta da Mina Celentano (1998)
14. Resta lì – 4:41 (testo: Samuele Cerri – musica: Mauro Santoro, Massimiliano Pani; edizioni musicali GSU S.A. / Sony Music Publishing) – Tratta da Leggera (1997)
15. Sì, l'amore (feat. Eugenio Quaini) – 3:59 (testo: Pomodoro – musica: Massimiliano Pani; edizioni musicali GSU S.A.) – Tratta da Lochness (1993)
16. Rotola la vita (feat. Audio 2) – 4:44 (Giovanni Donzelli, Vincenzo Leomporro; edizioni musicali GSU S.A. / PDU) – Tratta da Canarino mannaro (1994)
17. Stay with Me (Stay) (feat. Piero Pelù) – 4:12 (testo: Siobhan Fahey, Marcella Detroit, Jean Guiot, Maurizio Morante – musica: Siobhan Fahey, Marcella Detroit, Jean Guiot; edizioni musicali EMI Music Publishing Italia Srl / PolyGram Italia / BMG Ricordi) – Tratta da Olio (1999)

Durata totale: 74:15